# Jacob Faggot
Jakob Faggot (født 13. marts 1699, død 28. februar 1777) var en svensk videnskabsmand.
Faggot virkede som ingeniør ved det kongelige hovedlandmålerkontor, hvis overdirektør han blev 1747, og som på hans foranledning begyndte at udgive kort. 
Faggot var medlem af en komité, der nedsattes for at ophjælpe Finland, og udtalte sig for en grundig undersøgelse af landet, der på hans anbefaling overdroges det kongelige hovedlandmålerkontor. 
Ham tilkommer Æren for at have indført den ny udskiftningsmetode, det såkaldte storskifte. Han arbejdede ivrigt for en forbedring af justeringsvæsenet og af mål- og vægtsystemet. 
1739 blev Faggot medlem af Vetenskapsakademien. Han udgav adskillige skrifter, bl.a. Svenska landtbrukets hinder och hjelp (1746); Om almänna tillståndets sjukdom och bot (1755).